# NGC 3749
NGC 3749 је спирална галаксија у сазвежђу Кентаур која се налази на NGC листи објеката дубоког неба.
Деклинација објекта је - 37° 59' 51" а ректасцензија 11h 35m 53,0s. Привидна величина (магнитуда) објекта NGC 3749 износи 12,9 а фотографска магнитуда 13,8. NGC 3749 је још познат и под ознакама ESO 320-8, MCG -6-26-2, AM 1133-374, IRAS 11333-3743, PGC 35861.